# Astragalus bor-bulakensis
Astragalus bor-bulakensis es una especie de planta del género Astragalus, de la familia de las leguminosas, orden Fabales.
Fue descrita científicamente por Rassulova.